# Liste der Bodendenkmäler in Höchstädt im Fichtelgebirge
Auf dieser Seite sind die Bodendenkmäler in der oberfränkischen Gemeinde Höchstädt im Fichtelgebirge zusammengestellt. Diese Tabelle ist eine Teilliste der Liste der Bodendenkmäler in Bayern. Grundlage ist die Bayerische Denkmalliste, die auf Basis des Bayerischen Denkmalschutzgesetzes vom 1. Oktober 1973 erstmals erstellt wurde und seither durch das Bayerische Landesamt für Denkmalpflege geführt wird. Die folgenden Angaben ersetzen nicht die rechtsverbindliche Auskunft der Denkmalschutzbehörde.

## Bodendenkmäler in Höchstädt im Fichtelgebirge
| Lage                              | Objekt | Akten-Nr.     | Bild |
| --------------------------------- | --- | ------------- | ---- |
| Von-Waldenfels-Platz 1 (Standort) | Archäologische Befunde des Mittelalters und der frühen Neuzeit, darunter solche von Vorgängerbauten und Bestattungen, im Bereich der 1887 neu errichteten evangelisch-lutherischen Pfarrkirche von Höchstädt im Fichtelgebirge innerhalb des ehemaligen Kirchhofs. | D-4-5838-0024 |      |
| (Standort)                        | Archäologische Befunde des Mittelalters und der frühen Neuzeit im Bereich des ehemaligen Schlosses Oberhöchstädt sowie im Bereich von dessen Vorgängeranlage, einem mittelalterlichen Burgstall.                                                                   | D-4-5938-0012 |      |